# ويليام ماكي دان
ويليام ماكي دان هو ضابط ومحامي وسياسي أمريكي، ولد في 12 ديسمبر 1814 في هانوفر في الولايات المتحدة، وتوفي في 24 يوليو 1887 في مقاطعة فيرفاكس في الولايات المتحدة. نشط حزبياً في الحزب الجمهوري. وقد انتخب عضو مجلس نواب إنديانا ‏ وانتخب عضو مجلس النواب الأمريكي.